# SES (empresa)
SES S.A. es una compañía Internacional, propietaria y operadora de satélites de telecomunicaciones con sede en Betzdorf, Luxemburgo y está lista en la Luxemburg Stock Exchange y Euronext Paris bajo el nemotécnico SES. Es parte de los índices LuxX Index, CAC Next 20 y Euronext 100.
SES es la segunda mayor operadora de satélites de telecomunicaciones por ingresos y opera una flota de más de 70 satélites en la órbita geoestacionaria y la órbita circular intermedia, siendo capaz de abarcar al 99% de la población mundial. Estos satélites ofrecen servicios de comunicación satelital a empresas y agencias gubernamentales. También transmite canales de televisión y radio a audiencias en todo el mundo. Hasta septiembre de 2011, transmitió canales de televisión a 245 millones de hogares de todo el mundo.
Además, es uno de los líderes del mercado mundial de servicios de comunicaciones por satélite y pionera en muchos desarrollos importantes de la industria. SES fue pionera en transmisiones "directo al hogar", emisiones FTA, con-ubicación satelital, transmisión digital y televisión de alta definición.

## Estructura corporativa
| Operadores satelitales regionales | Participación |
| --------------------------------- | ------------- |
| Ciel                              | 70%           |
| QuetzSat                          | 49%           |
| YahLive                           | 35%           |
| O3b Networks                      | 34%           |
| Solaris Mobile                    | 50%           |

| Compañías de servicio satelital | Participación |
| ------------------------------- | ------------- |
| SES Government Solutions        | 100%          |
| Astra Platform Services (APS)   | 100%          |
| SES Astra Broadband Services    | 100%          |
| ND SatCom                       | 24.9%         |
| SES Astra TechCom               | 100%          |
| HD+                             | 100%          |

(Los números entre paréntesis indican el porcentaje de participación)

## Administración corporativa
El 2 de mayo de 2011, SES anunció que estaba operando bajo una nueva estructura de gestión para consolidar a las entonces empresas subsidiarias, SES Astra y SES WORLD SKIES bajo un Comité Ejecutivo responsable de dirigir las operaciones diarias.  El Comité Ejecutivo estaba compuesto por:
- Steve Collar – Presidente y CEO
- Christophe De Hauwer – Jefe de Estrategia y Oficial de Desarrollo
- Ferdinand Kayser – Director Ejecutivo, SES Video
- John-Paul Hemingway - Director Ejecutivo, SES Networks
- Martin Halliwell – Director de Tecnología
- Andrew Browne – Director de Finanzas
- John Purvis - Director Legal
- Evie Roos - Director de Recursos Humanos

El día 18 de junio de 2020, la estructura tuvo varios cambios. Entre los más relevantes, se encuentran el retiro voluntario de Ferdinand Kayser, después de 20 años en la compañía, mientras ocupaba el cargo de CEO de SES Videos, y la sucesión de Jhon Purvis por Thai Rubin como Director Legal (Chief legal Officer). Actualmente la estructura del Comité Ejecutivo es la siguiente: 
- Steve Collar – Presidente y CEO
- John-Paul Hemingway – Director Ejecutivo, SES Networks
- Jhon Baugn – Director de Servicios
- Christophe De Hauwer – Jefe de Estrategia y Oficial de Desarrollo
- Sandeep Jalan – Director de Finanzas
- Ruy Pinto – Director de Tecnología
- Evie Roos – Director de Recursos Humanos
- Thai Rubin – Director Legal

## Servicios
A través de sus compañías y participaciones, SES proporciona capacidad de transmisión por satélite y servicios relacionados con las transmisiones de medios, también comunicaciones gubernamentales y militares. Los satélites de SES transmiten una gran variedad de formatos que van desde la radio, hasta televisión de alta definición en formato MPEG-2 y MPEG-4. SES ha sido una pieza importante en el desarrollo del servicio directo-al-hogar en Europa y los mercados de televisión por satélite y cable en Estados Unidos.
En Estados Unidos, SES proporciona servicios de cable y HD-PRIME, la plataforma de canales satelitales en alta definición más grande de los Estados Unidos. También a incursionado en la televisión 3D con los recientes lanzamientos de canales de demostración.
También ofrece ASTRA2Connect, un servicio de Internet por satélite de banda ancha para usuarios marítimos y residenciales, así como telefonía y televisión a usuarios finales en lugares remotos donde los servicios terrestres de banda ancha no están disponibles. Así mismo, ofrece capacidad satelital para la distribución de vídeo, Internet y servicios de voz y datos a agencias gubernamentales.
SES tiene gran actividad en la venta de transmisiones de datos sobre satélites planeados y en construcción, para gobiernos e instituciones, incluyendo el gobierno de Estados Unidos y para el Sistema Europeo de Navegación Geoestacionaria (EGNOS), una red complementaria al Sistema de Navegación Galileo.

## Historia

### Primeros años
SES se fundó el 1 de marzo de 1985 con iniciativa y apoyo del Gobierno de Luxemburgo como Société Européenne des Satellites, quedando el estado luxemburgués como un importante accionista.
El 15 de noviembre de 1985, SES firma un acuerdo de lanzamiento con Arianespace para lanzar el primer satélite, el Astra 1A en a la posición orbital 19.2° E.
El 10 de diciembre de 1988 se lanza el Astra 1A, comenzando transmisiones el 5 de febrero de 1989, siendo los primeros grandes clientes: Sky TV (Rupert Murdoch) y las emisoras alemanas ProSieben, Sat.1 y RTL Group.
En 1990, el Astra 1A ya estaba transmitiendo a 16.6 millones de espectadores por DTH en Europa. Fue también pionero de la co-ubicación por el cual varios satélites comparten la misma posición orbital para proporcionar respaldo mutuo y aumentar el número de canales disponibles en una antena de recepción. En la ubicación principal de Astra, 19.2 º Este, orbitaron hasta ocho satélites simultáneamente compartiendo la posición, esto ayudó a crear la reputación de Astra en cuanto a confiabilidad.
El 2 de marzo de 1991 SES lanza el satélite Astra 1B para soportar la creciente demanda de capacidad satelital.
El rápido crecimiento en Alemania, que se convertiría en el mayor mercado europeo de Astra, fue favorecido por la decisión del gobierno alemán para liberalizar la instalación de antenas. En este momento SES se convirtió en el sistema de satélites líder en servicios de transmisión DTH, y se convirtió en la mayor plataforma de satélite para la distribución de Televisión.
En 8 de abril de 1996, SES se convierte en la primera operadora satelital de occidente en lanzar un satélite, el Astra 1F mediante un cohete ruso Protón; el lanzamiento se llevó a cabo con éxito desde el cosmódromo de Baikonur, Kazajistán. Se convierte en pionera en la transmisión digital por satélite con el Canal +, de Francia.
En 1997 comienza a ofrecer los servicios satelitales de banda ancha de dos vías.
El 30 de agosto de 1998, se lanza con éxito el satélite Astra 2A para cubrir la demanda en el mercado del Reino Unido, transmitiendo en la posición orbital 28.2° E; finalmente, las transmisiones de Irlanda y Reino Unido fueron movidas a esta nueva posición orbital. En julio del mismo año SES se convierte en una empresa pública, entrando en el Luxembourg Stock Exchange y cotizando bajo el símbolo SESG.

### Expansión global
En 1999, SES comienza un ambicioso periodo de expansión global, más allá de su mercado local Europeo. La expansión geográfica fue a la par junto con la diversificación de sus servicios aparte del de televisión, cubriendo así los servicios de telecomunicaciones para empresas y clientes gubernamentales, también accesos de banda ancha y servicios de consultoría técnica. Adquiere un 34.13% de participación de la operadora satelital AsiaSat con base en Hong Kong tomando con esto un punto de apoyo en Asia y la región del Pacífico,
En 2000, adquiere el 50% de la transmisora satelital escandinava Nordic Satellite AB (NSAB), y la renombra SES Sirius, fortaleciendo con ello su cobertura en el norte y este de Europa; en el mismo año también adquirió 19.99% de participación de la operadora satelital brasileña Star One, ganando con esto presencia por primera vez en América Latina. Con estas participaciones SES alcanzaba a cubrir hasta el momento el 79% de la población mundial.
En 2001, SES compra el 28.75% de la operadora argentina NahuelSat y adquiere GE Americom, dándole una sólida presencia en el importante mercado norteamericano. Esto resultó en la formación de SES Global, una entidad corporativa con dos compañías operativas, SES Astra y SES Americom. Todas juntas operaban una flota de 41 satélites geoestacionarios, la más grande en 2001.
En 2003, siguieron otras adquisiciones, la participación en Nordic Satellite AB se incrementó de un 50% a 75%. Mediante SES Americom se forma una alianza estratégica con la mayor operadora de DTH en Estados Unidos, Dish Network de Echostar.
En 2005, adquiere a la proveedora de servicios Digital Playout Centre GmbH renombrándola ASTRA Platform Services, es cuando comienza a ofrecer servicios aparte de arrendamiento de capacidad satelital. También anuncia participaciones en la operadora canadiense Ciel en un 70% y la recién creada operadora satelital mexicana QuetzSat con 49%, así como la desinversión en NahuelSat.
En 2006, adquiere New Skies Satellites, renombrándola SES New Skies, añadiendo con esto seis satélites a la actual flota de SES, y reforzando la cobertura en Asia, Oriente Medio, y África. Con estos cambios se alcanza una cobertura del 99% de la población mundial.
En 2007, SES abandona la participación con AsiaSat y Star One en una operación compleja con General Electric. Por otro lado, SES asegura la flexibilidad de acceso al espacio mediante la firma de un acuerdo con los proveedores de servicios de lanzamientos, Arianespace e International Launch Services.
En 2008, se incrementa la participación en Nordic Satellite AB hasta el 90%. Se fusiona a SES Americom y SES New Skies en una única división nombrándola SES World Skies.
En 2009, SES y el operador de satélites YahSat anunciaron la formación de una Joint venture, YahLive, para la comercialización de 23 transpondedores en banda Ku del Yahsat 1A para Oriente Medio, África del Norte y Asia del Sur con servicios de televisión DTH. También en 2009, se anunció la inversión con O3b Networks en un proyecto para construir una Órbita circular intermedia con satélites de órbita terrestre baja que ofrecerían servicio de Internet por satélite de alta velocidad, similar al de banda ancha por fibra; esto dirigido a las regiones emergentes del mundo.
En 2010, SES se hizo con el total de participación de SES Sirius alcanzando así el 100%. Una vez hecho esto, se renombró al satélite en órbita Protostar-2, por SES-7, integrándolo a la flota que cubre India y el sudeste de Asia.

### Eventos recientes
El 2 de mayo de 2011, SES anuncia la reestructuración de la compañía incorporando a dos entidades operativas SES Astra y SES World Skies en una misma y la renombra para coordinar las actividades bajo un solo equipo de administración y una marca principal: SES.
El 6 de agosto fue lanzado el satélite Astra 1N, transmitiendo desde la posición orbital 28.2° Este.
El 29 de septiembre fue lanzado con éxito desde el cosmódromo de Baikonur el satélite QuetzSat 1 de la operadora mexicana QuetzSat para operar en la posición orbital 77° Oeste; con este lanzamiento SES sumaba 49 satélites en órbita.
En febrero de 2012, fue lanzado el satélite SES-4, convirtiéndose en el satélite número 50 de la empresa.